# Polyfilm

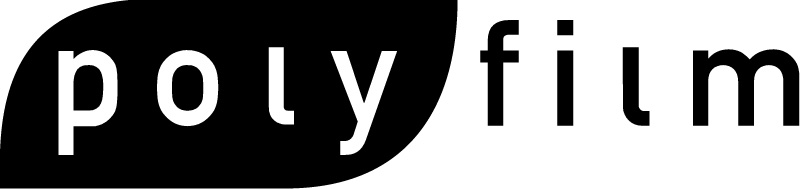
Polyfilm Logo

Polyfilm ist ein in den 1980er-Jahren gegründeter österreichischer Filmverleih und Betreiber des Wiener Programmkinos Filmcasino. Die Tochtergesellschaft des Wiener Polycollege bedient als Verleih ausschließlich den österreichischen Markt und ist auf in- und ausländische Arthouse- und Kurzfilme spezialisiert. Polyfilm ist mit bis zu 40 Filmen pro Jahr einer der größten österreichischen Filmverleihe.

## Geschichte
Die Polyfilm wurde in den 1980er-Jahren von der Volkshochschule Margareten gegründet. Mit dessen Umbenennung 1994 in Polycollege erhielt auch der Filmverleih seinen heutigen Namen Polyfilm. 1989 kaufte Polyfilm das 1911 erbaute und 1979 geschlossene Filmcasino und eröffnete es als Programmkino neu, seit 2018 betreibt Polyfilm auch das Filmhaus am Spittelberg. 2001 war Polyfilm an der Gründung der Amour Fou Filmproduktion mitbeteiligt.
2006 erreichte die Polyfilm in Österreich rund 560.000 Kinobesucher und war somit der zweitgrößte österreichische Filmverleih nach der mit US-amerikanischen und deutschen Kommerzproduktionen handelnden Constantin Film-Holding und noch vor dem, ein vergleichbares Sortiment aufweisenden, Filmladen. 2007 war Zusammen ist man weniger allein mit rund 97.000 Kinobesuchen der erfolgreichste Film des Verleihs, 2008 war dies Gomorrha – Reise in das Reich der Camorra (37.000 Besucher), 2009 Alle anderen (53.209 Besucher), 2013 Paulette (40.717 Besucher), 2017 Die beste aller Welten (77.941 Besucher).

## Programm
Die Verleihtätigkeit von Polyfilm, die vereinzelt auch als Auftraggeber von Filmproduktionen in Erscheinung tritt, ist auf Österreich beschränkt. Deutschland- und Weltvertriebsrechte werden auch bei österreichischen Produktionen von ausländischen Verleih- und Vertriebsgesellschaften wahrgenommen.
Das Verleihprogramm der Polyfilm besteht hauptsächlich aus in- und ausländischen Arthouse-, Kurz-, Experimental- und Animationsfilmen.
Zu den Filmen im Verleih der Polyfilm gehören unter anderen die vielfach ausgezeichneten Kinoerfolge Hasenjagd (Ö, 1995), Nordrand (Ö, 1999), Gegen die Wand (D, 2004) und Die beste aller Welten (Ö, 2017). Weitere Produktionen im Verleih sind Spiele Leben (2005), Vienna’s Lost Daughters (2007), Info Wars (2007), Citizenfour (2014) und der Oscar-nominierte Film Quo Vadis, Aida? (2020).